# Притча о бумажном змее
«Притча о бумажном змее» — нереализованный киносценарий Тонино Гуэрры и Микеланджело Антониони. Фильм о воздушном змее Антониони предполагал снять во второй половине 1970-х годов на территории СССР и вёл по этому поводу переговоры с Госкино, однако в результате замысел остался неосуществлённым. Переработанный сценарий был опубликован в 1982 году в Италии как литературное произведение.

## Сюжет
В пустыне начинается песчаная буря, которая сметает всё на своём пути: в городке, на который она обрушивается, жители прячутся по домам, а дети бросают воздушные змеи, которые они пускали. После бури оказывается, что все змеи изорваны ветром. Однако один змей, который пускал мальчик по имени Усман, не только не упал, но поднялся ещё выше. Усман привязывает к нему новые мотки верёвки ещё и ещё, однако змей всё поднимается, и его уже не видно. Ночью Усман случайно выпускает змея из рук, однако мудрый Аксакал, живущий в башне, снова даёт ему конец нитки.
На следующий день змеем начинают интересоваться все в округе. Купец, ведущий верблюдов с поклажей, берёт на время нитку змея у Усмана и привязывает к ней мотки верёвки, которые он везёт на продажу. У него кончаются все верёвки, а змей поднимается выше. Со временем все жители начинают искать верёвки для змея, огромные мотки привозят на товарных поездах и катят по пустыне. Верёвка уже должна быть так длинна, что змей скорее всего в космосе. Министр страны приезжает в обсерваторию и консультируется с астрономами — они подтверждают, что видят змея в космическом пространстве, и он продолжает свой путь. Оказывается, при этом, что узел на одной из верёвок развязался, так что змея теперь ничто не связывает с Землёй.
Вскоре на местность, откуда Усман запустил змея, с неба начинает опускаться верёвка. Она приобрела разные цвета, и, падая, километры верёвок накрывают собой всё вокруг, образуя красивые узоры. Аксакал говорит Усману, что однажды Земля перестанет быть пригодной для жизни, люди отправятся на поиски новой планеты и тогда змей Усмана укажет им путь. Мысленно Усман переносится на сто лет вперёд и видит вереницы космических кораблей, на которых человечество покинуло Землю. Увидев змея, корабли летят за ним. Змей падает на неизвестную планету, которой суждено стать новым домом для людей.

## История
В 1976 году во время пребывания Антониони и Гуэрры в СССР обсуждалась возможность съёмок полнометражного фильма по сценарию Гуэрры на территории одной из советских среднеазиатских республик. (Помимо этого речь шла о заинтересованности итальянских продюсеров в создании публицистического фильма о южных республиках Советского Союза под условным названием «Тёплая Россия».) Антониони предполагал, что для съёмок кинофильма «Воздушный змей» можно будет использовать телеаппаратуру, которая, по его мнению, «более совершенна в плане передачи красок, мобильности и оперативности использования». Антониони согласился с предложением председателя Госкино Ф. Т. Ермаша выступить в качестве приглашаемого советской стороной режиссёра-постановщика фильма, как это было, например, при создании совместного советско-японского фильма «Дерсу Узала» (режиссёр — Акира Куросава). Была также достигнута принципиальная договорённость о том, что итальянская сторона будет представлена режиссёром-постановщиком, сценаристом и необходимым техническим персоналом со всей киносъёмочной аппаратурой. Поскольку Гуэрра находился в это время в СССР и готовился оформить отношения со своей русской подругой (редактором «Мосфильма»), Антониони специально просил Ермаша содействовать получению девушкой итальянской визы с тем, чтобы Гуэрра и Антониони могли закончить работу над сценарием в Италии.
Особую заинтересованность Антониони высказал заповедными зонами Узбекистана и Туркмении, хотя Ермаш указывал в качестве других возможных место съёмок Северный Кавказ и Крым. По воспоминаниям Гуэрры, Узбекистан привлекал их прежде всего потому, что он был «непривычен глазу западного зрителя. Новый, очень красивый мир». Кроме того, в сценарии присутствовали «совершенно сумасшедшие замыслы», которые могли потребовать больших затрат и съёмок с вертолётов: «в условиях СССР это оказывалось возможным: участие в съёмках армейских частей удешевляло смету на четверть».
Во время поездки по Узбекистану кинематографистов сопровождал узбекский режиссёр Али Хамраев. По его воспоминаниям, он посетил с Антониони и Гуэррой Коканд, пустыню возле Кайраккумского водохранилища, Хиву и Бухару.
Позже в том же году Антониони писал Ермашу о будущем фильме:
Эта сказка... как мне кажется, наводит на размышления. Мы — Тонино Гуэрра и я — написали её почти без труда, потому что сама тема и возможность для фантазии делает работу приятной. Это скорее сказка для взрослых, а не для детей. Здесь человек берётся в целом, и, чтобы показать это, мы привлекли все последние кинотенденции, способствующие зрелищности. Образы, которые представят фильм зрителю, должны остаться незабываемыми.
Он также сообщал, что в ходе работы планирует консультироваться с советскими астрономами (позже Гуэрра вспоминал, что они ездили в Зеленчукскую обсерваторию). В качестве советского соавтора сценария рассматривался Одельша Агишев, оператором должен был быть Лучано Товоли, продюсером — Алессандро фон Норман. По воспоминаниям Али Хамраева, на роль оператора рассматривался также Юрий Клименко, а художника — Шавкат Абдусаламов. При этом было оговорено, что негативы фильма будут полностью принадлежать «Мосфильму».
Законченный сценарий в конце 1976 года был передан на «Мосфильм». Главный редактор главной сценарной коллегии Д. К. Орлов сформулировал к нему ряд замечаний: например, авторам предлагалось изменить образ среды, окружающей героев, поскольку она во многом была далека от советской действительности (так, вместо мэра следовало изобразить советского руководителя типа председателя исполкома, а фигуру аксакала — «конкретизировать в каком-то социальном качестве (возможно, сторожа мечети)». Также руководство Госкино предложило снимать фильм на Кавказе, результатом чего стала поездка режиссёра и сценариста в Баку и окрестности.
Во время поездки в Баку в 1976 году состоялось знакомство Антониони и Гуэрра с представителями азербайджанского киноискусства и литературы, среди которых были Максуд Ибрагимбеков, Анар, Эльдар Кулиев. Показать гостям необходимую для будущего фильма натуру вызвался тогда начинающий кинорежиссёр Зия Шихлинский. Много лет спустя он снял документальный фильм об этой поездке «Куда шла эта дорога», где, наряду с пейзажами Гобустана, фигурировал и образ воздушного змея. Премьера фильма состоялась в Российском информационно-культурном центре в 2012 году.
Из-за несогласия Антониони проявлять плёнку и монтировать фильм в СССР, а не в Италии переговоры со временем сошли на нет. В интервью 1979 года с Альдо Тассоне Микеланджело Антониони вспоминал о замысле фильма так:
Это должен был быть очень дорогостоящий фильм, фильм-сказка. Русские согласны были создать для меня все необходимые условия и дать мне всё, что я хотел, не могли они в тот мой приезд предоставить мне только то, чем ещё не располагали: специальную аппаратуру, рассчитанную на создание звуковых и изобразительных эффектов, а также квалифицированных специалистов, обслуживающих такую аппаратуру... Тогда мне пришлось отказаться от своего плана, но желание осуществить его живёт во мне и сегодня.
По мнению Али Хамраева, советское руководство намеренно создало Антониони условия, в которых он не смог бы работать. По его свидетельству, на вопрос о том, почему проект не получился, Антониони ответил ему: «Правительство ваше заявило, что негатив будет принадлежать им — в этом как бы участие совместное Советский Союз—Италия. А если негатив будет у вас, у Советского Союза, я не хозяин фильма, и мой продюсер итальянский тоже не хозяин фильма. На этом все и рухнуло».
Одельша Агишев, который должен был стать соавтором сценария картины, заявил, что снимать фильм «элементарно запретил» идеологический отдел ЦК КПСС в лице Суслова: «Великого режиссёра не любил коммунист Суслов, которому доложили, что фильм Антониони „Забриски Пойнт“ не понравился американским властям, а документальный фильм „Китай“ вызвал скандал в высших кругах Китая. Суслов боялся, что мы снимем „неправильный“ фильм».
Впоследствии Антониони возвращался к идее о съёмках фильма. Так, в декабре 1995 года сообщалось, что одним из пяти намеченных кинопроектов Антониони является «Воздушный змей», в связи с чем Гуэрра намеревался вновь посетить Россию.
В 2005 году стало известно, что съёмки фильма под названием «Воздушный змей на вулкане» (итал. L'aquilone sul vulcano) могут пройти на Сицилии, а режиссёром выступит супруга Антониони, Энрика Фико. Этот проект стал одним из получивших одобрение сицилийского Совета по культурному наследию на 2000—2006 годы. Сообщалось даже, что бюджет фильма составит 1,6 млн евро, а сниматься он будет в коммуне Лингуаглосса на склоне Этны. По словам Фико, фильм должен был быть лишь частично основан на сценарии 1982 года: в центре окажется группа молодых актёров, ставящих спектакль «Воздушный змей» на вулкане. Фильм должен был стать частью трилогии о Сицилии наряду с картинами Вима Вендерса и Паскуале Шимека. Съёмки фильма переносились и в итоге были назначены на осень 2007 года, однако из-за смерти Антониони в июле 2007 года этому плану не суждено было осуществиться. Фильмы двух других режиссёров — «Съёмки в Палермо» Вендерса и «Россо Мальпело» Шимека (по одноимённому рассказу) — вышли в 2008 году.

## Издания
Повесть была опубликована отдельным изданием в 1982 году в издательстве «Maggioli» в Римини. Это произведение имело ряд отличий от исходного сценария фильма. Так, в сценарии было явно указано на то, что действие происходит в СССР; главного героя (мальчика) звали Тимур, фигурировала также его старшая сестра Ширин (влюблённая в матроса); увидев ажиотаж вокруг змея, правительство предпринимало попытки перерезать его нить с вертолёта.
Русский перевод книги вышел в сборнике произведений Тонино Гуэрры в 1985 году. Обсуждалось также издание книги в издательстве «Текст», однако оно не состоялось. Тем не менее, увидев в одной из изданных «Текстом» книг иллюстрации Вадима Меджибовского, авторы решили пригласить его в качестве художника нового издания своей книги.
В 1996 году «L’aquilone» был издан с рисунками Вадима Меджибовского и с подзаголовком «притча третьего тысячелетия» итальянским издательством «Delfi». Книга была представлена на выставке BIB-1997.